# Real World Studios

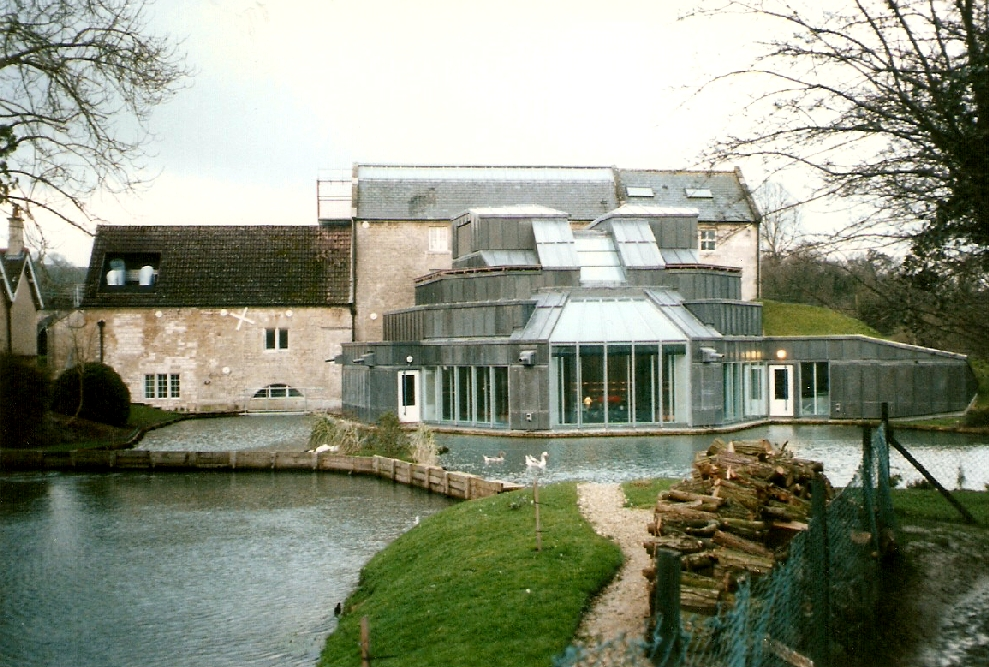
Vue extérieure du Real World Studio

Les Real World Studios sont un ensemble de studios d'enregistrement situés à Box (Wiltshire) en Angleterre, à environ 8 km de Bath. 
Ils sont associés au label Real World, et ont été conçus par Peter Gabriel.
Les studios Real World ont été utilisés pour l'enregistrement de nombreux albums de World music.

## Description

### Studios d'enregistrement
Le studio principal, d'une dimension assez inhabituelle de 14 m x 14 m, a été conçu pour le confort des musiciens, avec des baies vitrées donnant sur l'extérieur, et sans la traditionnelle séparation entre musiciens et ingénieurs du son. 
Le studio secondaire, à proximité du studio principal, appelé le "Wood Room", est un studio modulaire de dimensions plus modestes. D'un agencement flexible, il permet d'enregistrer différents instruments dans différentes configurations; il comprend en particulier un piano Yamaha C3.
Il existe deux autres studios, le Rehersal room, et le Millside (en cours de réaménagement).

### Post-production
Il existe plusieurs studios de post-production : le Foley room et le Red room, destiné à la sonorisation et au mixage de films en format 5.1.

## Équipements
Le studio principal est équipé avec une console SSL XL 9080 K Series 72 voies, des retours Exigy MHS2/S215B, et du logiciel Pro Tools.

## Artistes ayant enregistré aux Studios Real World
Les artistes notables ayant enregistré aux studios incluent A-ha, Alicia Keys, Amy Winehouse, Beyoncé, Björk , Black Grape, Blue October, Bonnie Raitt, Chris de Burgh, Coldplay, Deep Purple, Natalie Duncan, Foals, Goldfrapp, Harry Styles, Idles, Indigo Girls, James, James Morrison, Jay-Z, Joseph Arthur, Kanye West, Kasabian, Katie Melua, King Crimson, Kylie Minogue, Laura Marling, Loreena McKennitt, Maggie Rogers, Marillion, Melanie C, Mumford & Sons, New Order, Daniel Lanois,  Youssou N'Dour, Paloma Faith, Paolo Nutini, Papa Wemba, Paul Simon, Pixies, Placebo, The Pretenders, Rag'n'Bone Man, Reef, Robert Plant, Sade, Seal, Sia, Stéréophonie, Suzi Quatro, Take That,  Therapy?, Tom Jones, Toto, Ultravox, Van Morrison, The Vamps, Roger Waters, Wet Wet Wet et The 1975.
Le studio a également accueilli des projets de cinéma et de télévision, notamment Quantum of Solace. Peter Gabriel y a enregistré certains de ses albums à partir de So en 1985, son dernier album en date, i/o qui sortira en Décembre 2023, a aussi été enregistré là-bas.